# Ẵ
Ẵ (minuscule : ẵ), appelé A bref tilde, est une lettre latine utilisée dans l’écriture du vietnamien.
Il s’agit de la lettre A diacritée d’une brève et d’un tilde.

## Utilisation
En vietnamien, le A bref ‹ Ă, ă › représente la voyelle /a/ courte ou /ɐ/ et le tilde un ton montant glottalisé.

## Représentations informatiques
Le A bref tilde peut être représenté avec les caractères Unicode suivants : 
- précomposé (latin étendu additionnel)[1] :

| formes    | représentations | chaînes de caractères | points de code | descriptions                             |
| --------- | --------------- | --------------------- | -------------- | ---------------------------------------- |
| capitale  | Ẵ               | Ẵ                     | U+1EB4         | lettre majuscule latine a brève et tilde |
| minuscule | ẵ               | ẵ                     | U+1EB5         | lettre minuscule latine a brève et tilde |

- décomposé et normalisé NFD (latin de base, diacritiques) :

| formes    | représentations | chaînes de caractères | points de code       | descriptions                                                  |
| --------- | --------------- | --------------------- | -------------------- | ------------------------------------------------------------- |
| capitale  | Ẵ               | A◌̆◌̃                   | U+0041 U+0306 U+0303 | lettre majuscule latine a diacritique brève diacritique tilde |
| minuscule | ẵ               | a◌̆◌̃                   | U+0061 U+0306 U+0303 | lettre minuscule latine a diacritique brève diacritique tilde |